# Trastorn histriònic de la personalitat
El trastorn histriònic de la personalitat (THP) el defineix l'Associació Americana de Psiquiatria com un trastorn de la personalitat caracteritzat per un patró de comportaments excessius que busquen atenció, que solen començar a la primera edat adulta, incloent una seducció inapropiada i una necessitat excessiva d'aprovació. Es diu que les persones diagnosticades del trastorn són vives, dramàtiques, vivaces, entusiastes i coqueteres. Es diagnostica el THP quatre vegades més en dones que en homes. Afecta entre el 2-3% de la població general i el 10-15% de les institucions de salut mental hospitalàries i ambulatòries.
El THP es troba a la grup dramàtic de trastorns de la personalitat, dins del Clúster B. Les persones amb THP tenen una gran necessitat d'atenció, fan actuacions cridaneres i inadequades, exageren els seus comportaments i emocions i necessiten estimulació. Poden presentar conductes sexualment provocadores, expressar emocions fortes i ser fàcilment influenciables. Les característiques associades inclouen egocentrisme, autoindulgència, anhels continus d'aprovació i comportament manipulatiu persistent per assolir les seves pròpies necessitats.

## Signes i símptomes
Les persones amb THP solen tenir un alt rendiment, tant socialment com professionalment. Normalment tenen bones habilitats socials, tot i que tendeixen a utilitzar-les per manipular els altres per convertir-se en el centre d'atenció. El THP també pot afectar les relacions socials i romàntiques d'una persona, així com la seva capacitat per fer front a pèrdues o fracassos. Poden buscar tractament per a la depressió clínica quan acaben les relacions romàntiques (o d'altres relacions personals properes). 
Les persones amb THP sovint no veuen la seva pròpia situació de manera realista, i en comptes d'això dramatitzen i exageren les seves dificultats. Poden passar per freqüents canvis de feina, ja que s'avorreixen fàcilment i poden preferir evitar la frustració (en lloc d'afrontar-la). Com que acostumen a desitjar novetat i excitació, poden situar-se en situacions de risc. Tots aquests factors poden comportar un risc més gran de desenvolupar depressió clínica.
Algunes persones amb trets histriònics o trastorn de personalitat canvien la seva tècnica de seducció en un estil més maternal o paternal a mesura que envelleixen.

## Causes
S'han realitzat poques investigacions per trobar evidències de què causa el trastorn histriònic de la personalitat i d'on prové. Tot i que les causes directes no són concloents, hi ha algunes teories i estudis realitzats que suggereixen que hi ha múltiples causes possibles. Hi ha causes neuroquímiques, genètiques, psicoanalítiques i ambientals que contribueixen al trastorn histriònic de la personalitat. Trets com l'extravagància, la vanitat i la seducció de la histèria tenen qualitats similars a les dones diagnosticades de THP. Els símptomes del THP no es desenvolupen completament fins als 15 anys i el tractament no comença fins als 40 anys.

### Neuroquímiques/fisiològiques
Els estudis han demostrat que hi ha una forta correlació entre la funció dels neurotransmissors i els trastorns de la personalitat del Clúster B com el THP. Els individus diagnosticats amb THP tenen sistemes noradrenèrgics altament responsius que són responsables de la síntesi, emmagatzematge i alliberament del neurotransmissor, la noradrenalina. Els nivells alts de noradrenalina condueixen a ansietat, dependència i alta sociabilitat.

### Genètica
Els estudis amb bessons han ajudat a desglossar el debat genètic i ambiental. Un estudi amb bessons realitzat pel Departament de Psicologia de la Universitat d'Oslo va intentar establir una correlació entre la genètica i els trastorns de personalitat del clúster B. Amb una mostra de 221 bessons, 92 monozigòtics i 129 dizigòtics, els investigadors van entrevistar els subjectes utilitzant l'Entrevista Clínica Estructurada per a Trastorns de la Personalitat DSM-III-R (SCID-II) i van concloure que hi havia una correlació de 0,67 que el trastorn histriònic és hereditari.

### Teoria psicoanalítica
Tot i que es critica que no té el suport d'evidències científiques, les teories psicoanalítiques postulen actituds autoritàries o distants per part d'un (principalment la mare) o ambdós pares, juntament amb un amor condicional basat en unes expectatives que el nen mai podrà complir. Utilitzant la psicoanàlisi, Freud va creure que la luxúria era una projecció de la manca de capacitat del pacient per estimar incondicionalment i desenvolupar-se cognitivament fins a la maduresa, i que aquests pacients eren profundament emocionals. Va creure que el motiu de no poder estimar podria haver estat derivat d'una experiència traumàtica, com la mort d'un parent proper durant la infància o el divorci dels pares, que donà al pacient una impressió equivocada de relacions de compromís. L'exposició a una o a diversos esdeveniments traumàtics de pèrdua d'un amic íntim o d'un membre de la família (mitjançant abandó o mortalitat) faria que la persona no pogués formar relacions autèntiques i afectuoses amb altres persones.

### THP i trastorn de personalitat antisocial
Una altra teoria suggereix una possible relació entre el trastorn histriònic de la personalitat i el trastorn antisocial de la personalitat. Les investigacions han trobat que 2/3 dels pacients diagnosticats de trastorn histriònic també compleixen criteris similars als del trastorn antisocial de la personalitat, fet que suggereix que els dos trastorns basats en expressions de tipus sexual podrien tenir la mateixa causa subjacent. Les dones són hipersexualitzades constantment als mitjans de comunicació, arrelant el pensament que l'única manera en la qual les dones poden cridar l'atenció és explotant-se i que, quan la seducció no és suficient, la teatralitat és el següent pas per aconseguir l'atenció.
Alguns estudis d'història familiar han trobat que el trastorn de personalitat histriònica, així com els trastorns de personalitat límit i antisocial, solen aparèixer en famílies, però no és clar si això es deu a factors genètics o ambientals. En qualsevol cas, sembla que la predisposició podria ser un factor per què a algunes persones se'ls diagnostiqui de trastorn histriònic de la personalitat, malgrat l'escàs coneixement sobre si el trastorn està influenciat o no en algun compost biològic o si és heretable genèticament. S'han realitzat poques investigacions per determinar les causes biològiques, si és que n'hi ha, del trastorn.

## Diagnòstic
L'aspecte, la conducta i la història personal, juntament amb una avaluació psicològica, solen ser suficients per establir el diagnòstic. No hi ha cap test que permeti confirmar el diagnòstic. Com que els criteris són subjectius, es pot diagnosticar erròniament a algunes persones.

### DSM 5
L'edició actual del Manual de diagnòstic i estadística dels trastorns mentals, DSM 5, defineix el trastorn histriònic de la personalitat al clúster B) com:
Patró dominant d'emotivitat excessiva i de recerca d'atenció, que comença en les primeres etapes de l'edat adulta i està present en diversos contexts, i que es manifesta per cinc (o més) dels fets següents:
1. Se sent incòmode en situacions en què no és el centre d'atenció.
2. La interacció amb els altres es caracteritza sovint per un comportament sexualment seductor o provocatiu inapropiat.
3. Presenta canvis ràpids i expressió plana de les emocions.
4. Utilitza constantment l'aspecte físic per atreure l'atenció.
5. Té un estil de parlar que es basa excessivament en les impressions i és poc detallat.
6. Mostra autodramatització, teatralitat i expressió exagerada de l'emoció.
7. És suggestionable (és a dir, fàcilment influenciable pels altres o per les circumstàncies).
8. Considera que les relacions són més estretes del que són en realitat.

El DSM 5 requereix que un diagnòstic per a qualsevol trastorn específic de la personalitat també satisfaci un conjunt de criteris generals de trastorn de personalitat.

### ICD-10
L'ICD-10, de l'Organització Mundial de la Salut, defineix el trastorn histriònic de la personalitat com a:
Un trastorn de personalitat caracteritzat per:
- afectivitat superficial i feble
- autodramatització,
- teatralitat
- expressió exagerada d'emocions
- suggestibilitat
- egocentrisme
- autoindulgència
- manca de consideració pels altres
- fer mal als sentiments
- recerca continuada d'afecte, emoció i atenció.

Segons l'ICD-10, és obligatori que un diagnòstic de qualsevol trastorn específic de la personalitat també satisfaci un conjunt de criteris generals de trastorn de personalitat.

### Comorbiditat
La majoria d'histriònics també tenen altres trastorns mentals. Les afeccions comòrbides inclouen: trastorns de personalitat antisocial, per dependència, límit i narcisista, així com depressió, trastorns d'ansietat, trastorn de pànic, trastorns somatoformes, anorèxia nerviosa i abús de substàncies.

### Els subtipus de Millon
Theodore Millon va identificar sis subtipus de trastorn histriònic de la personalitat. Un individu histriònic pot presentar cap o un dels següents:
| Subtipus              | Descripció | Trets de personalitat |
| --------------------- | --- | --- |
| Histrióic aparencial  | Inclou trets dependents i compulsius | Busca debatre, reparar, remoure, suavitzar els problemes; intenta resoldre diferències, moderar els temperaments cedint, comprometent-se, concedint; se sacrifica per a la felicitat. |
| Histriònic viu        | La seductoritat de l'histriònic es barreja amb l'energia pròpia de la hipomania. Algunes funcions narcisistes també poden estar presents | Vigorós, encantador, ràpid, enèrgic, desenfadat, impulsiu; busca alegria momentània i aventures lúdiques.                                                                             |
| Histriònic tempestuós | Inclou trets negativistes | Impulsiu, fora de control; queixes malhumorades, ofegades; emoció precipitada, tempestuosa, apassionada, irritada periòdicament, turbulenta.                                          |
| Histriònic disingüent | Inclou trets antisocials | Decidit, de doble tracte, esquemàtic, organitzat, enginyós, fals; egocèntric, poc sincer, enganyós, calculat.                                                                         |
| Histriònic teatral    | Variant del patró “pur” | Afectats, maníacs; les postures són cridaneres, atractives, gràfiques; ven l'autoaparença; està reduït, estancat; simula posicions desitjables/dramàtiques.                           |
| Histriònic infantil   | Inclou les característiques dels límits                                                                                                  | Emocions làbils i volàtils; Histèria infantilitzada; exigent, desbordat; es fixa i s'enganxa als altres.                                                                              |

## Avaluació i tractament
L'avaluació i tractament acostuma a començar arrel d'una depressió associada a relacions romàntiques dissoltes. La medicació té massa efecte sobre el trastorn de la personalitat, però pot ser útil amb símptomes com la depressió. L'únic mètode d'èxit estudiat i demostrat és trencar totalment el contacte amb els seus amants per tal de guanyar sensació d'estabilitat i independència. El tractament per al THP en si implica psicoteràpia, incloent teràpia cognitiva.

### Entrevistes i mètodes d'auto-informe
En la pràctica clínica general d'avaluació dels trastorns de la personalitat, la forma més popular és l'entrevista; concretament, l'entrevista no estructurada. Realment mètode recomanat és l'entrevista semi-estructurada, però hi ha reticències a utilitzar aquest tipus d'entrevistes perquè poden semblar poc pràctiques o superficials. El motiu pel qual es recomana l'entrevista semi-estructurada abans que l'entrevista no estructurada és que les entrevistes semi-estructurades solen ser més objectives, sistemàtiques, replicables i comprensives. Les entrevistes no estructurades, malgrat la seva popularitat, solen tenir problemes de manca de fiabilitat i són susceptibles a errors deguts a falses suposicions.
Un dels mètodes més reeixits per avaluar trastorns de la personalitat per part dels investigadors del funcionament normal de la personalitat és l'ús d'un qüestionari d'auto-informe després d'una entrevista semi-estructurada. Hi ha alguns desavantatges amb el mètode de qüestionari d'auto-informe com ara que el trastorn histriònic de la personalitat implica una distorsió del caràcter, de l'autopercepció i de l'autoimatge. No es pot valorar el trastorn simplement preguntant als pacients si compleixen els criteris. La majoria de les proves projectives depenen menys de la capacitat o de la voluntat de la persona per proporcionar una descripció precisa del jo, però actualment les proves empíriques de proves projectives per avaluar el trastorn histriònic de la personalitat són limitades.

### Psicoteràpia analítica funcional
Una de les formes més comunes de tractar el trastorn histriònic després de la seva identificació és mitjançant la psicoteràpia analítica funcional. La tasca d'un psicoterapeuta analític funcional és identificar els problemes interpersonals amb el pacient a mesura que es produeixen durant la sessió o fora de la sessió. El terapeuta estableix els objectius inicials de la psicoteràpia analítica funcional, que inclouen conductes que s'ajusten a les necessitats de millora del pacient. La psicoteràpia analítica funcional difereix de la psicoteràpia tradicional pel fet que el terapeuta aborda directament els patrons de conducta a mesura que es produeixen a la sessió.
Es considera que les conductes durant la sessió del pacient són exemples dels seus patrons de mala comunicació interpersonal i s'intenten ajustar les seves defenses neuròtiques. Per fer-ho, el terapeuta ha d'actuar sobre la conducta del client en temps real i fer-licomentaris sobre com està afectant aquesta conducta a la seva relació durant la teràpia. El terapeuta també ajuda el pacient amb trastorn histriònic de la personalitat denotant conductes que ocorren fora de la sessió; aquestes conductes s'anomenen "Problemes externs" i "Millores externes". Això permet al terapeuta ajudar en problemes i millores fora de la sessió, donar suport verbal al pacient i ajustar els patrons òptims de conducta".

## Epidemiologia
Les dades de l'enquesta epidemiològica nacional del 2001-2002, als Estats Units, suggereixen una prevalença del THP de l'1,84 per cent.  Es poden heretar trets importants de caràcter, mentre que altres trets poden ser deguts a una combinació de genètica i entorn, incloses les experiències infantils. Aquesta personalitat es veu més sovint en dones que en homes. Aproximadament el 65% dels diagnòstics de THP són dones i el 35% són homes. A l'article The Women's View of DSM-III, Marcie Kaplan argumenta que les dones estan sobre-diagnosticades a causa de prejudicis potencials i expressa que fins i tot les dones sanes se solen diagnosticar automàticament amb THP.
Molts símptomes que representen el THP en el DSM són exageracions de conductes tradicionals femenines. En un estudi entre iguals i auto-revisat, es va demostrar que la feminitat estava correlacionada amb trastorns de personalitat histriònica, dependent i narcisista. Tot i que dos terços dels diagnòstics de THP són dones, hi ha algunes excepcions. El fet que la taxa sigui o no significativament superior a la de les dones dins d'un determinat entorn clínic depèn de molts factors que són en la seva majoria independents de la prevalença diferencial del sexe per THP. Els que tenen THP tenen més probabilitats de buscar atenció mitjançant altres persones, la qual cosa comporta problemes matrimonials per gelosia i falta de confiança de l'altre membre de la parella. Això els fa més propensos a divorciar-se o separar-se un cop casats. Amb els escassos estudis realitzats per trobar correlacions directes entre la THP i la cultura, els aspectes culturals i socials semblen tenir un paper important en la inhibició i exhibició de conductes de THP.

## Història
Tot i que es diu que la història del trastorn histriònic de la personalitat prové de la paraula histèria, en realitat prové de l'etrusca histrio, que significa actor. La histèria es pot descriure com una emoció exagerada o incontrolable que experimenten les persones, sobretot en grups. Les creences sobre la histèria han variat al llarg del temps.Sigmund Freud va ser el primer que va estudiar el trastorn histriònic de la personalitat de manera psicològica. "Les arrels de la personalitat histriònica es poden rastrejar en casos de neurosi histèrica descrita per Freud". Va desenvolupar la teoria psicoanalítica a finals del segle xix i els resultats del seu desenvolupament van donar lloc a diversos conceptes d'histèria. Un concepte etiquetat com a neurosi histèrica (també conegut com a trastorn de conversió) i l'altre concepte etiquetat com a caràcter histèric (actualment conegut com a trastorn histriònic de la personalitat). Aquests dos conceptes no s'han de confondre entre ells, ja que són dues idees separades i diferents.
El trastorn histriònic de la personalitat també es coneix com a personalitat histèrica. La personalitat histèrica ha evolucionat durant els darrers 400 anys i va aparèixer per primera vegada al DSM II (Manual de diagnòstic i estadística de trastorns mentals, 2a edició) amb el nom de trastorn de personalitat histèrica. El nom que avui coneixem com a trastorn histriònic es deu al canvi de nom al DSM III, tercera edició. El canvi nom de personalitat histèrica a trastorn histriònic es deu a possibles connotacions negatives amb relació a la histèria, com ara expressions sexuals intenses, possessions demoníaques, etc.
El trastorn histriònic de la personalitat ha passat per molts canvis. Des de la histèria, al caràcter histèric, al trastorn histèric de la personalitat, al que apareix a versió del DSM més actual, el DSM-5. "La histèria és un dels trastorns mèdics més antics mai documentats", remuntant-se a antics escrits grecs i egipcis. La majoria dels escrits relacionaven la histèria i les dones, de manera similar a l'actualitat, on l'epidemiologia del trastorn histriònic de la personalitat és generalment més freqüent en les dones i també es diagnostica sovint en les dones.

### Implicacions socials
La prevalença del trastorn histriònic de la personalitat en les dones és aparent i demana una reavaluació de les nocions culturals de conducta emocional normal. L'enfocament diagnòstic classifica el comportament del trastorn histriònic com a "excessiu", considerant-lo en comparació al que socialment s'entén com a "emocionalitat normal".